# Episodi di Rush (serie televisiva 2014)
La prima e unica stagione della serie televisiva Rush, composta da dieci episodi, è stata trasmessa in prima visione negli Stati Uniti dal canale via cavo USA Network dal 17 luglio al 18 settembre 2014.
In Italia, la stagione è andata in onda in prima visione sul canale satellitare Fox dal 6 luglio al 24 agosto 2015.
| nº | Titolo originale      | Titolo italiano        | Prima TV USA      | Prima TV Italia |
| -- | --------------------- | ---------------------- | ----------------- | --------------- |
| 1  | Pilot                 | Senza tregua           | 17 luglio 2014    | 6 luglio 2015   |
| 2  | Don't Ask Me Why      | Non chiedermi perché   | 24 luglio 2014    | 6 luglio 2015   |
| 3  | Learning to Fly       | L'ultima scena         | 31 luglio 2014    | 13 luglio 2015  |
| 4  | We Are Family         | Siamo una famiglia     | 7 agosto 2014     | 13 luglio 2015  |
| 5  | Where Is My Mind?     | Buone notizie          | 14 agosto 2014    | 20 luglio 2015  |
| 6  | You Spin Me Round     | Conoscenze occasionali | 21 agosto 2014    | 27 luglio 2015  |
| 7  | Because I Got High    | Tra la vita e la morte | 28 agosto 2014    | 3 agosto 2015   |
| 8  | Get Lucky             | Nottate folli          | 4 settembre 2014  | 10 agosto 2015  |
| 9  | Dirty Work            | Lavoro sporco          | 11 settembre 2014 | 17 agosto 2015  |
| 10 | Bitter Sweet Symphony | Legittima difesa       | 18 settembre 2014 | 24 agosto 2015  |